# 或る雨の午後
或る雨の午後（あるあめのごご）は、1939年（昭和14年）1月に発表されたディック・ミネの楽曲。『或る雨の午后』とも表記する。作詞：和気徹作（島田磬也の別名義）、作曲：大久保徳二郎、編曲：杉原泰蔵。演奏はディック・ミネ・エンド・ヒズ・セレナーダス（テイチク・ジャズ・オーケストラの別名義）。

## 概要
1939年（昭和14年）1月、ディック・ミネの共同制作者であった古賀政男がテイチクを退社し、ミネは新たな作曲者にジャズ・サックス奏者の大久保徳二郎を指名した。大久保はこの曲が作曲家デビューとなった。
タンゴのリズムが特徴的な、ダンスミュージック的な楽曲である。
同年の暮れ12月14日公開のミュージカル映画『鴛鴦歌合戦』（日活京都、マキノ正博監督、片岡千恵蔵主演）に、『或る雨の午後』のメロディをフィーチャーしたオリジナル曲（青葉の笛の由来）を歌うミネ出演シーンがある。同映画のオペレッタ構成・作詞は島田磬也、作曲とオーケストラ指揮は大久保徳二郎が担当している。

## オリジナル盤収録曲
1. 或る雨の午後
作詞 - 和気徹作 / 作曲 - 大久保徳二郎 / 編曲 - 杉原泰蔵 / 演奏 - ディック・ミネ・エンド・ヒズ・セレナーダス
2. 上海ブルース
作詞 - 北村雄三 / 作曲 - 大久保徳二郎 / 編曲 - 杉原泰蔵 / 演奏 - ディック・ミネ・エンド・ヒズ・セレナーダス

盤のレーベル面記載では、『或る雨の午後』は「ジャズソング / タンゴ」、『上海ブルース』は「ジャズソング」と分類されている。

## カヴァー
| アーティスト     | 収録作品                | 発売日        | 規格品番     | 備考                     |
| 或る雨の午後     | 或る雨の午後            | 或る雨の午後  | 或る雨の午後 | 或る雨の午後             |
| ---------------- | ----------------------- | ------------- | ------------ | ------------------------ |
| フランク永井     | 夜霧のブルース          | 1968年12月5日 | SJX-8        | LP盤                     |
| ゲルニカ         | 電離層からの眼差し      | 1989年3月5日  | 30CH-372     | （CDアルバム、テイチク） |
| 中村美律子       | ナツメロ演歌一夜 第三集 | 1991年9月27日 | TOCT-6287    |                          |
| 東京大衆歌謡楽団 | 街角の心                | 2015年6月17日 | COCP-39168   |                          |